# كونستانس ماركيفيتش
كونستانس جورجين ماركيفيتش (بالإنجليزية: Constance Markievicz)‏، والمعروفة باسم الكونتيسة ماركيفيتش (اسمها قبل الزواج غور - بوث؛ 4 فبراير 1868 - 15 يوليو 1927)، كانت سياسية إيرلندية، وثورية، وقومية، وناشطة حق تصويت المرأة، واشتراكية، وهي أول امرأة انتُخبت في برلمان المملكة المتحدة، وانتُخبت لتشغل منصب وزير العمل في البرلمان الإيرلندي (فيرست ديل)، لتصبح أول وزيرة في أوروبا. عملت بصفة عضو في المجلس الأدنى للبرلمان البريطاني في دائرة جنوب دبلن البرلمانية الانتخابية منذ عام 1921 وحتى عام 1922 ومنذ عام 1923 وحتى عام 1927. وكانت نائبًا (إم بّي) في دائرة البرلمان البريطاني منذ عام 1918 وحتى عام 1922.
تُعد ماركيفيتش عضو مؤسس في منظمة الشباب القومي الإيرلندية فيانا إيرين، ومجلس المرأة الإيرلندية وجيش المواطن الإيرلندي، شاركت أيضًا في ثورة عيد الفصح عام 1916، عندما حاول الجمهوريون الإيرلنديون إنهاء الحكم البريطاني وتأسيس جمهورية إيرلندية. حُكم عليها بالإعدام ولكن خُفض الحكم هذا على أساس جنسها. كانت أول امرأة تُنتخب لمجلس العموم البريطاني في 28 ديسمبر من عام 1918، إلا أنها لم تشغل منصبها تبعًا لسياسة الحزب وبسبب اعتقالها في سجن هولواي في ذلك الوقت. بدلًا من ذلك، شكلت هي وأعضاء البرلمان الآخرون في حزب سين فين (مثل أعضاء المجلس الأدنى للبرلمان البريطاني) البرلمان الإيرلندي فيرست ديل. وكانت أيضًا واحدة من أولى النساء في العالم اللواتي شغلن منصبًا وزاريًا بمثابة وزيرة العمل، منذ عام 1919 وحتى عام 1922.

## برلمان فيرست ديل
سُجنت مرة أخرى في عام 1918 لمشاركتها في أنشطة مكافحة التجنيد. انتُخبت ماركيفيتش في الانتخابات العامة لعام 1918 لتكون نائبًا في دائرة البرلمان البريطاني، وسجلت فوزًا على خصمها ويليام فيلد بنسبة 66 % من الأصوات، لتكون واحدةً من بين 73 نائبًا من أعضاء حزب السين فين. صدرت النتائج في 28 ديسمبر من عام 1918، ما جعلها أول امرأة تُنتخب في مجلس العموم البريطاني. ولكنها لم تشغل منصبها في مجلس العموم مع ذلك تماشيًا مع سياسة حزب سين فين الممتنعة.
كانت ماركيفيتش مُعتقلة في سجن هولواي، عندما اجتمع زملاؤها في دبلن الاجتماع الأول لبرلمان فيرست ديل، برلمان الجمهورية الإيرلندية الثورية. عندما استُدعي اسمها وُصفت مثل العديد من المنتخبين، بأنها «مسجونة من قبل العدو الأجنبي». أُعيد انتخابها ثانيةً في انتخابات برلمان سيكوند ديل التي حصلت في عام 1921.
شغلت ماركيفيتش منصب وزير العمل منذ أبريل 1919 وحتى يناير من عام 1922، في الوزارة الثانية والوزارة الثالثة في برلمان ديل. أصبحت أول وزيرة إيرلندية حاصلة على رتبة وزير منذ أبريل وحتى أغسطس من عام 1919، في الوقت نفسه الذي كانت فيه ثاني وزيرة حكومية في أوروبا فقط. كانت الوزيرة الوحيدة في الحكومة الأيرلندية حتى عام 1979 عندما عُينت ماري غويغان كوين في المنصب الوزاري بمثابة وزير قسم التنمية الريفية والمجتمعية التابع لحزب فيانا فايل.

## روابط خارجية
- كونستانس ماركيفيتش على موقع الموسوعة البريطانية (الإنجليزية)